# Papa Honório III
Honório III, nascido Cencio Savelli; (Roma, 1150 – Roma, 18 de março de 1227) foi o 177.º Papa da Igreja Católica de 18 de julho de 1216 até a data de sua morte. De ânimo conciliador e pacífico, deu ao papado grande prestígio espiritual e que compensou, em parte, o que estava a perder no plano temporal, devido à política do Imperador, que se intrometia nos Estados Pontifícios.

## Biografia
Cencio Savelli nasceu em Roma, de uma família humilde de meios modestos. Filho de Aimerico. Sua formação e educação foram confiadas ao mosteiro de Latrão.
Cânone do Capítulo da Basílica Patriarcal Liberiana; mais tarde, seu arcipreste. Procurador do Cardeal Giacinto Bobbone, futuro Papa Celestino III. Camerario (tesoureiro) da Santa Igreja Romana, 5 de dezembro de 1189 até 1198. Juntamente com o Cardeal Domnus Albini, Can.Reg. de S. Maria di Crescenziano, compilou o "Liber censuum Romanæ ecclesiæ".
Criado cardeal-diácono de S. Lúcia em Orfeia ou em Silício no consistório de 20 de fevereiro de 1193. Após sua promoção, continuou suas atividades administrativas. Exerceu as funções de vice-chanceler da Santa Igreja Romana de 1194 até 1198 sem ter o título. Em 1197, tornou-se tutor do futuro imperador Frederico II. Participou da eleição papal de 1198, na qual foi eleito Papa Inocêncio III. Camerlengo do Sagrado Colégio dos Cardeais, 1198-1216. Optou pela ordem dos cardeais-presbíteros e pelo título de Ss. Giovanni e Paolo em 1200.

## Papado
Eleito papa em 18 de julho de 1216 em Perugia. Tomou o nome de Honório III. Foi consagrado bispo na catedral de S. Pietro em Perugia em 24 de julho e coroado pelo cardeal protodiácono Guido Pierleone. Tomou posse da basílica patriarcal de Latrão em 4 de setembro de 1216. Em 9 de abril de 1217, na basílica de S. Lorenzi fuori le mura, coroou Pedro II de Courtenay como primeiro imperador latino de Bizâncio; foi o único soberano bizantino a ser coroado por um papa em Roma. Em 1225, emitiu a bula Summi providentia principis, que estabelecia punição severa para qualquer um que ofendesse um cardeal, tornando-a equivalente a um crime de lesa-majestade. Criou nove cardeais em seis consistórios.
Convocou um Concílio em Paris em 1226, que condenou a heresia dos Albigenses. Foi árbitro na questão da primazia entre Braga e Toledo, que se arrastava desde o tempo de Inocêncio III, a que pôs termo, em 1218, com as bulas Cum tu, frater, enviada ao arcebispo de cabido de Toledo, e Cum venerabilis frater, ao arcebispo e cabido de Braga.
Acabou com os litígios do bispo de Coimbra com os Templários, por causa das igrejas de Ega, Pombal e Redinha, e com o mosteiro de Santa Cruz.
Concede indulgências e outras graças aos cruzados da 5ª cruzada que tomaram parte na conquista de Alcácer do Sal, aos que contribuíssem para a defesa dessa praça e para a guerra contra os mouros e aos que fortificassem e guardassem os lugares pertencentes aos freires de Évora.
O papa faleceu no palácio de Latrão, Roma. Enterrado em uma concha porfirética em frente ao altar da Natividade na Basílica de Santa Maria Maior.